# Lyu Xiaojun
Lyu Xiaojun (también escrito como Lü Xiaojun o Lu Xiaojun; en chino: 吕小军; Huangshi, 27 de julio de 1984) es un deportista chino que compitió en halterofilia; tres veces campeón olímpico y cinco veces campeón mundial.
Participó en tres Juegos Olímpicos de Verano, obteniendo tres medallas, oro en Londres 2012 (categoría de 77 kg), oro en Río de Janeiro 2016 (categoría de 77 kg) y oro en Tokio 2020 (categoría de 81 kg).
Ganó seis medallas en el Campeonato Mundial de Halterofilia entre los años 2009 y 2019.
En septiembre de 2019 estableció una nueva plusmarca mundial en el total de la categoría de 81 kg (378 kg). En octubre de 2022 dio positivo en un control antidopaje y fue sancionado con una inhabilitación de cuatro años.

## Palmarés internacional
| Juegos Olímpicos   | Juegos Olímpicos        | Juegos Olímpicos | Juegos Olímpicos |
| Año                | Lugar                   | Medalla          | Categoría        |
| ------------------ | ----------------------- | ---------------- | ---------------- |
| 2012               | Londres (Reino Unido)   | Medalla de oro   | 77 kg            |
| 2016               | Río de Janeiro (Brasil) | Medalla de oro   | 77 kg            |
| 2020               | Tokio (Japón)           | Medalla de oro   | 81 kg            |
| Campeonato Mundial |                         |                  |                  |
| Año                | Lugar                   | Medalla          | Categoría        |
| 2009               | Goyang (Corea del Sur)  | Medalla de oro   | 77 kg            |
| 2010               | Antalya (Turquía)       | Medalla de plata | 77 kg            |
| 2011               | París (Francia)         | Medalla de oro   | 77 kg            |
| 2013               | Breslavia (Polonia)     | Medalla de oro   | 77 kg            |
| 2018               | Asjabad (Turkmenistán)  | Medalla de oro   | 81 kg            |
| 2019               | Pattaya (Tailandia)     | Medalla de oro   | 81 kg            |